# Campylorhamphus
A Campylorhamphus a madarak (Aves) osztályának verébalakúak (Passeriformes) rendjébe, valamint a fazekasmadár-félék (Furnariidae) családjába és a fahágóformák (Dendrocolaptinae) alcsaládjába tartozó nem.

## Rendszerezésük
A nemet Arnoldo de Winkelried Bertoni  írta le 1901-ben, jelenleg az alábbi 4 faj tartozik ide:
- feketecsőrű sarlósfahágó (Campylorhamphus falcularius)
- Campylorhamphus pusillus
- sarlóscsőrű fahágó (Campylorhamphus trochilirostris)
- Campylorhamphus procurvoides
- Campylorhamphus pucheranii[2] fajt külön nembe sorolták  pólingcsőrű sarlósfahágó (Drymotoxeres pucheranii) néven[1]

## Előfordulásuk
Közép- és Dél-Amerika területén honosak.

## Megjelenésük
Átlagos testhosszuk 25-28 centiméter közötti.